# Park (nom de famille)
Pour les articles homonymes, voir Park.
Cette page présente le nom de famille Park ainsi que ses variantes.
 (mai 2023).
La mise en forme du texte ne suit pas les recommandations de Wikipédia : il faut le « wikifier ».
Les points d'amélioration suivants sont les cas les plus fréquents. Le détail des points à revoir est peut-être précisé sur la page de discussion.
- Les titres sont pré-formatés par le logiciel. Ils ne sont ni en capitales, ni en gras.
- Le texte ne doit pas être écrit en capitales (les noms de famille non plus), ni en gras, ni en italique, ni en « petit »…
- Le gras n'est utilisé que pour surligner le titre de l'article dans l'introduction, une seule fois.
- L'italique est rarement utilisé : mots en langue étrangère, titres d'œuvres, noms de bateaux, etc.
- Les citations ne sont pas en italique mais en corps de texte normal. Elles sont entourées par des guillemets français : « et ».
- Les listes à puces sont à éviter, des paragraphes rédigés étant largement préférés. Les tableaux sont à réserver à la présentation de données structurées (résultats, etc.).
- Les appels de note de bas de page (petits chiffres en exposant, introduits par l'outil «  Source ») sont à placer entre la fin de phrase et le point final[comme ça].
- Les liens internes (vers d'autres articles de Wikipédia) sont à choisir avec parcimonie. Créez des liens vers des articles approfondissant le sujet. Les termes génériques sans rapport avec le sujet sont à éviter, ainsi que les répétitions de liens vers un même terme.
- Les liens externes sont à placer uniquement dans une section « Liens externes », à la fin de l'article. Ces liens sont à choisir avec parcimonie suivant les règles définies. Si un lien sert de source à l'article, son insertion dans le texte est à faire par les notes de bas de page.
- La présentation des références doit suivre les conventions bibliographiques. Il est recommandé d'utiliser les modèles {{Ouvrage}}, {{Chapitre}}, {{Article}}, {{Lien web}} et/ou {{Bibliographie}}. Le mode d'édition visuel peut mettre en forme automatiquement les références.
- Insérer une infobox (cadre d'informations à droite) n'est pas obligatoire pour parachever la mise en page.

Pour une aide détaillée, merci de consulter Aide:Wikification.
Si vous pensez que ces points ont été résolus, vous pouvez retirer ce bandeau et améliorer la mise en forme d'un autre article.

Pourcentage de noms de famille en Corée du Sud
Kim
Lee
Park
Choi
Jung

Park ou Bak (박, prononcé en coréen : [pak̚]), est le troisième nom de famille coréen le plus courant, remonte traditionnellement au roi Park Hyeokgeose du Ier siècle (박혁거세) et inclut en principe tous ses descendants. On suppose habituellement que Park ou Bak vient du nom coréen Bak (박), signifiant « gourde ». Selon le recensement sud-coréen de 2015, il y avait 4 192 074 personnes portant ce nom, soit environ 8,4 % de la population.

## Légende fondatrice
Tous les clans des Park en Corée font remonter leurs ancêtres au premier roi de Silla, Hyeokgeose. Selon une légende, les chefs des six clans de la confédération de Jinhan se regroupaient au sommet de la colline pour choisir un roi, lorsqu'ils regardèrent en bas et virent des éclairs au pied de la montagne Yangsan et un cheval blanc s'inclinant au même endroit. Lorsqu'ils y sont allés pour vérifier, ils ont trouvé un œuf rouge, qui a fait éclore un garçon. Ils ont baigné le garçon dans un ruisseau voisin et il a dégagé une lumière vive, le soleil et la lune se levant en même temps, indiquant la naissance de l'enfant. Ainsi, l'enfant a été nommé Hyeokgeose, ce qui signifie « gouverner par une lumière vive » et son nom de tribu est devenu Bak ou « gourde » d'après la forme ronde de l'œuf qu'il avait fait éclore. À l'âge de 13 ans, il reçut le titre de geoseogan (거서간), qui équivalait à « roi » à l'époque. La légende de la naissance des premiers rois de Corée est essentiel pour certifier de la nature « divine » de leur règne,.
Selon les recherches de Yang Ju-dong(梁柱東), « 赫 » et « 朴 » dans « 朴赫居世 » sont écrits à plusieurs reprises avec le sens de 'ᄇᆞᆰ' (coréen: 밝다, français : lumineux)
Selon Samguk Sagi, le peuple Jin appelait le mot gourde comme « park », et le premier gros œuf ressemblait à la forme d'une gourde, donc son nom de famille est devenu Park (朴).

## Clans

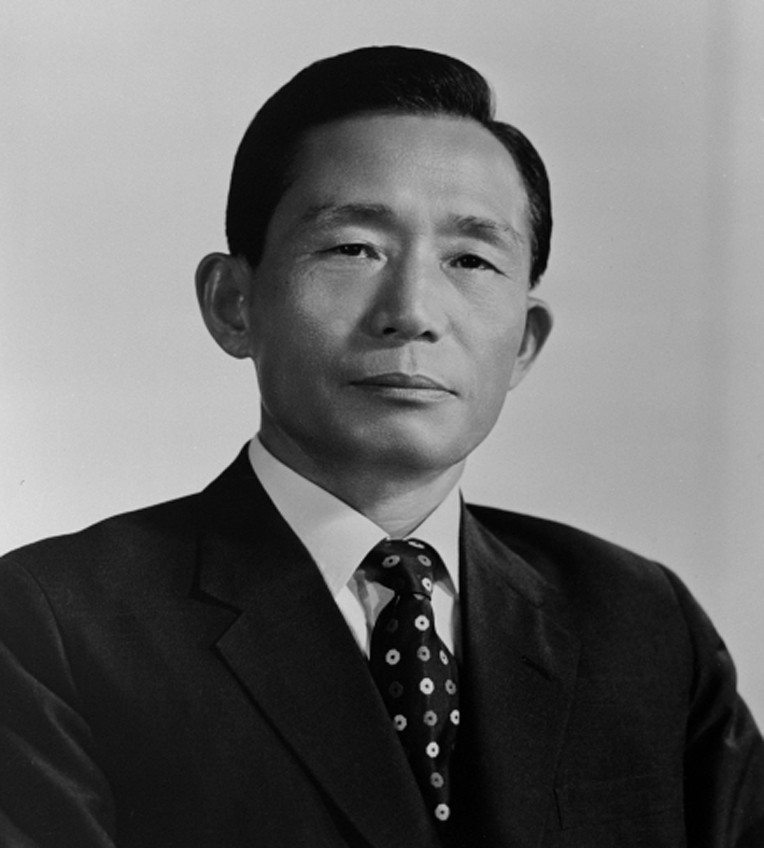
Parc Chung-hee, 3e Président de la Corée du Sud. Il est du clan Goryeong des Baks.

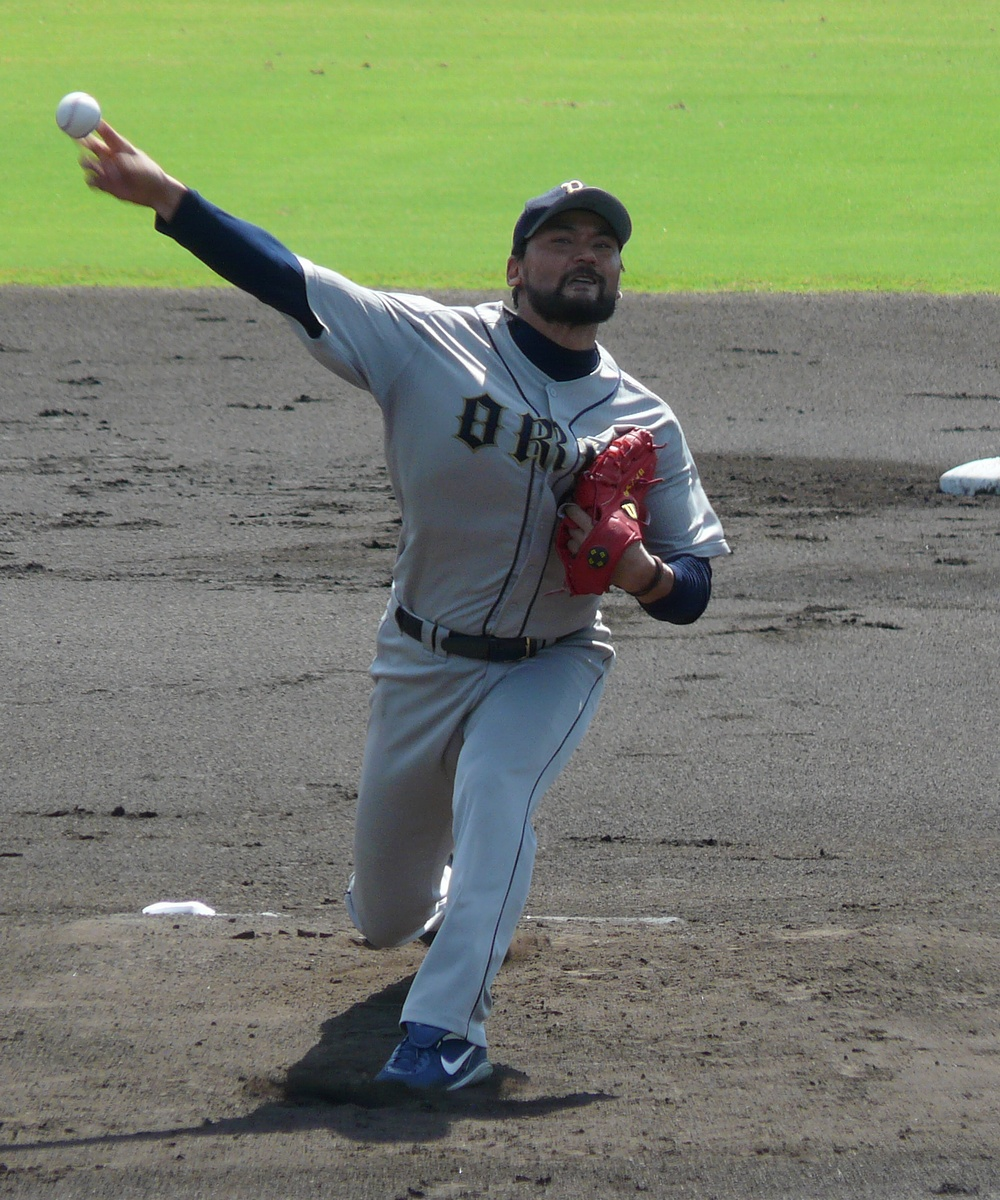
Bak Chan-Ho est un ancien joueur de baseball. Il est du clan Chungju des Park.

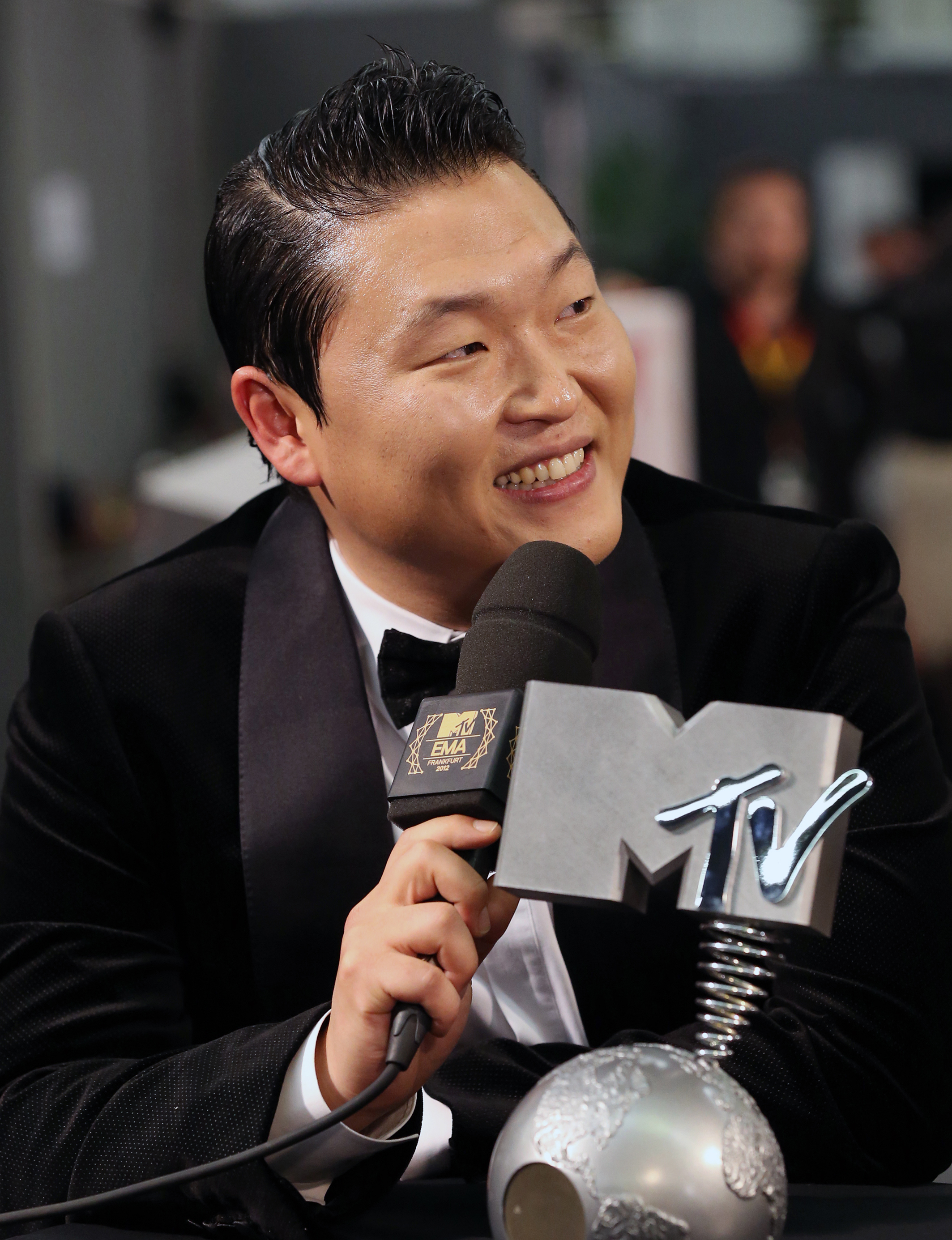
Park Jae-Snag est un chanteur. Il est du clan Miryang des Park.

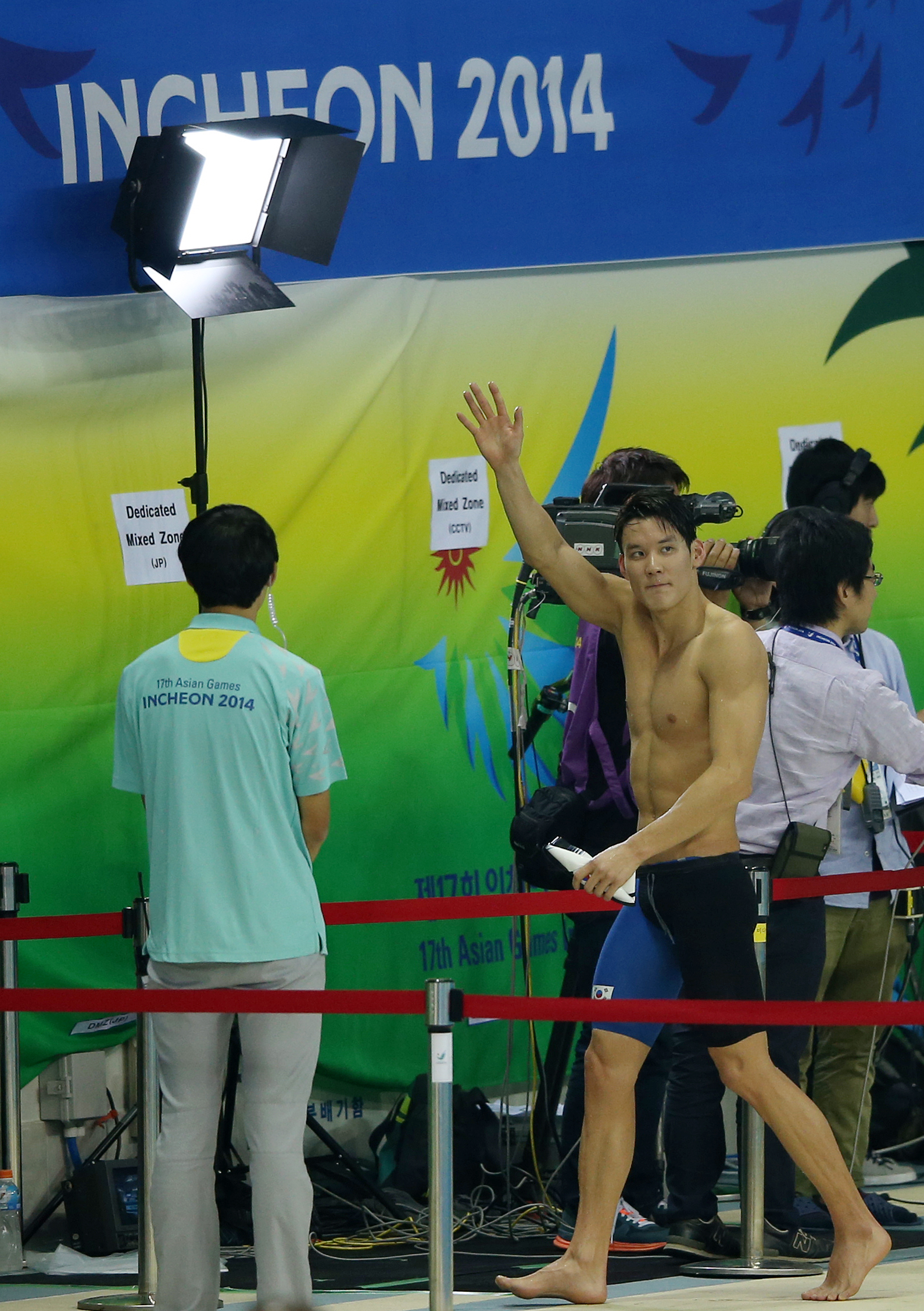
Park Tae-hwan est un nageur sud-coréen. Il est du clan Miryang des Park.

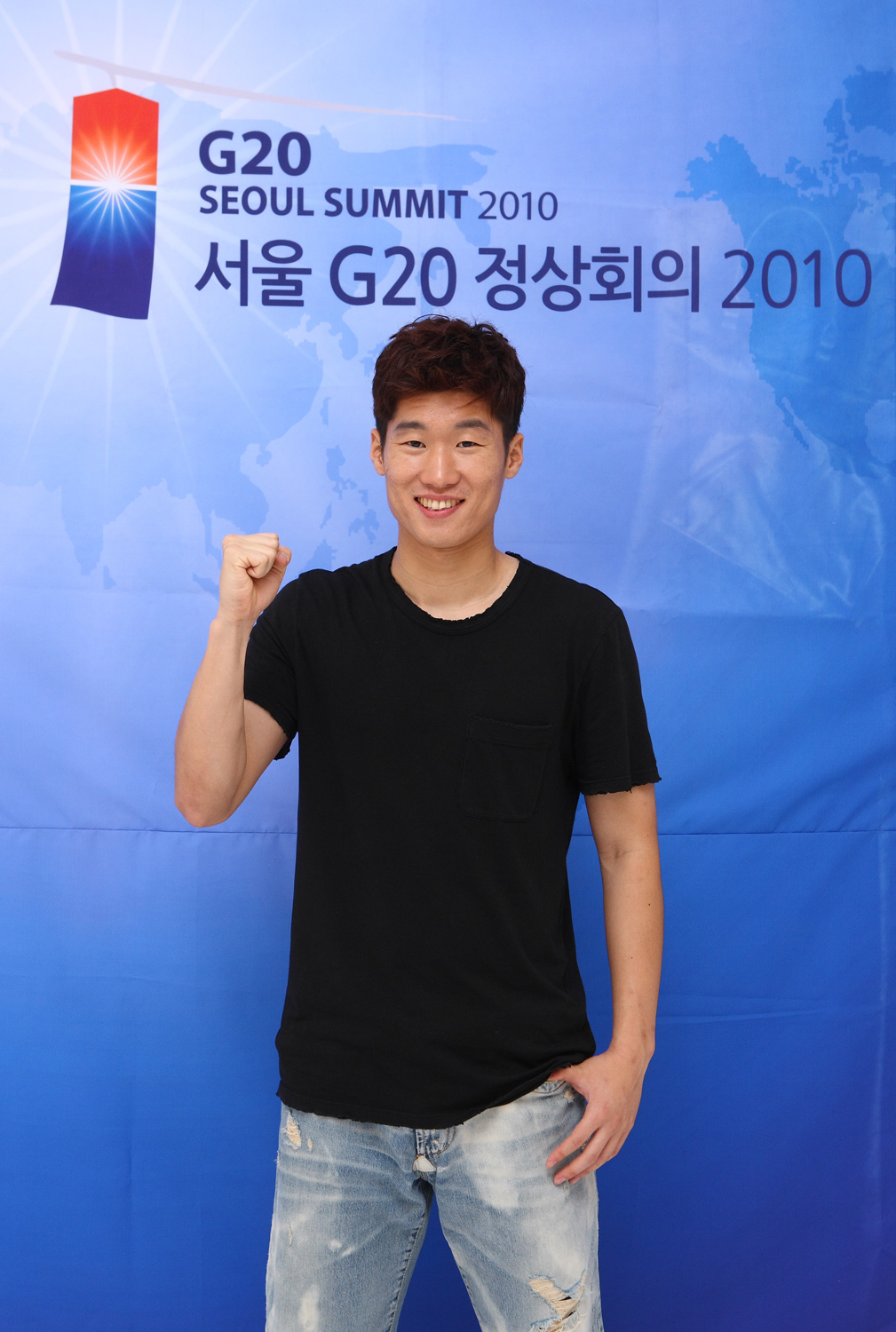
Park Ji-sung, un ancien joueur de football sud-coréen de Manchester United. Il est du clan Miryang des Park.

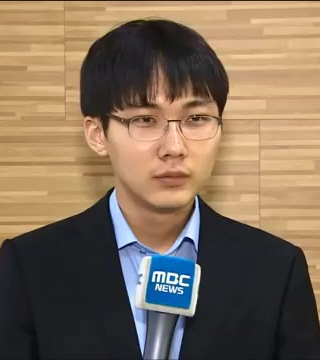
Park Junghwan, joueur sud-coréen de Go.

Comme pour les autres noms de famille coréens, de différentes lignées, connues sous le nom de bon-gwan ou clans, sont hérités d'un père par ses enfants. Ils désignent la région de Corée ou l'ascendance paternelle dont ils prétendent être originaires. Hors des rois de Silla, dix avaient le nom de famille Park. Pendant le règne du roi Pasa (80-112), les clans Park se sont divisés et pendant le règne du roi Gyeongmyong (917-924), ils sont devenus encore plus divisés, créant plusieurs lignées. C'est là que sont nés les neufs clans Park qui sont nommés d'après les neufs fils de Gyeongmyeong.
70 à 80 % des porteurs actuels de ce nom de famille appartiennent au clan Miryang Park (Bak). En 2015, il y avait 314 clans Park en Corée du Sud, comprenant environ 4,19 millions d'individus au total.

Sceau familial du clan Miryang Park.

Les clans qui ont affiché le plus grand nombre de personnes notables dans l'histoire de la Corée sont collectivement appelés les « 8 Park », sont : le clan Miryang Park (밀양박씨), le clan Bannam Park (반남박씨), le clan Goryeong Park (고령박씨), le clan Hamyang Park (함양박씨), le clan Juksan Park (죽산박씨), le clan Suncheon Park (순천박씨), le clan Muan Park (무안박씨) et le clan Chungju Park (충주박씨),.
| Nom du clan (Région) | Ancêtre du clan                                                           | Pourcentage (%) (2015) |
| -------------------- | ------------------------------------------------------------------------- | ---------------------- |
| Miryang              | Le Grand Prince Eon-chim de Milseong, venant de Hyeokgeose de Silla       | 74.04                  |
| Hamyang              | Le Grand Prince Bak Eon-shin, venant de Hyeokgeose de Silla               | 3.9                    |
| Autres               | Venant de Hyeokgrose de Silla                                             | 3.8                    |
| Banname (Nadju)      | Seigneur Hojang, venant de Hyeokgeose de Silla                            | 3.8                    |
| Suncheon             | Bak Yeong Kyu, le beaux-fils de Gyeon Hwon, venant de Hyeokgeose de Silla | 3.8                    |
| Juksan (Andong)      | Le Grand Prince Eunnip de Juksan, venant de Hyeokgeose de Silla           | 1.5                    |
| Goryeong             | Park Eun-seong, Grand Prince de Goyang, venant de Hyeokgeose de Silla     | 1.0                    |
| Yeonghae (Yeongdeok) | Park Je-sang, venant de Hyeokgeose de Silla                               | 0.7                    |
| Chungju              | Park Sang, venant de Hyeokgeose de Silla                                  | 0.8                    |

### Mariage au sein d'un clan
Traditionnellement, un homme et une femme d'un même clan ne pouvaient pas se marier, de façon que la combinaison du bon-gwan et du nom de famille du mari devait être différente de celle de sa femme. Jusqu'en 1997, c'était aussi la loi, mais elle a été jugée inconstitutionnelle.

## Position dans la société
Le roi Hyeokgeose aurait fondé le royaume coréen de Silla à l'âge de treize ans en 57 av. J.-C. Bak est l'une des trois maisons du royaume coréen de Silla. Parmi les maisons de Bak, Gim et Seok, les princes montaient alternativement sur le trône de Silla. Selon les livres d'histoire, les trois maisons communales sont enregistrées comme ayant vénéré leur ancêtre, Bak Hyeokgeose, en tant que sanctuaire ancestral. Par exemple, le 4e roi Talhae de Silla, le 9e roi Beolhyu de Silla, le 10e roi Naehae de Silla, le 11e roi Jobun de Silla, le 12e roi Cheomhae de Silla, le 14e roi Yurye de Silla et le 15e roi Girim de Silla viennent tous de la maison de Seok, mais selon le Samguk sagi de Silla, tous vénéraient Bak Hyeokgeose comme leur aîné. En outre, le 13e roi Michu de Silla, le 16e roi Heulhae de Silla, le 17e roi Naemul de Silla, le 18e roi Silseong de Silla, le 19e roi Nulji de Silla, le 20e roi Jabi de Silla, le 21e roi Soji de Silla, le 22e roi Jijeung de Silla, le 40e roi Aejang de Silla, le 41e roi Heondeok de Silla et le 42e roi Heungdeok de Silla sont tous des héritiers de Gim Al-ji, mais selon le Samguk sagi de Silla, tous respectent le culte de Bak Hyeokgeose comme leurs aïeul. De plus, selon le Samguk sagi, le sanctuaire Shingung (神宮) a été construit au lieu de naissance de l'ancêtre de Bak Hyeokgeose (朴赫居世), et chaque roi est inscrit comme rendant hommage au trône de ce temple. Tous ces documents historiques impliquent que les trois familles de Bak, Seok et Gim vénèrent Bak Hyeokgeose comme leur aïeul créateur.
Lorsque Seonggols s'est éteint suivis de deux reines consécutives, Kim Chun-Chu de Jingol a commencé à monopoliser le trône, qui a duré 258 ans. Cependant, même pendant cette période, les Kim n'avaient pas encore pleinement occupé le trône. À la fin de la période Silla, le clan Bak de Jingol a réussi à restaurer le trône. Au dernier siècle du règne, le clan Bak de Jingol a retrouvé sa position dominante après 728 ans. Cependant, la dynastie Bak a été coupée lorsque Gyeongae de Silla a été forcé de se suicider par Gyeon Hwon du royaume de Hubaekje. Le règne du clan Bak n'a duré que 15 ans. Gim Bu devint plus tard le dernier roi de Silla, mais se rendit rapidement à Wang Geon de Goryeo, et Silla tomba finalement après 992 ans.
Au cours de la Silla unifiée, le clan Miryang Bak, avec le clan Gimhae Gim, est devenu le plus important de l'aristocratie, basé sur le système Kolp'um (rang d'os) . Dans le système Kolp'um, les deux clans de Gimhae Gims et Miryang Baks étaient considérés comme les plus Jingol, ou « Vrais os ». Lorsque le Seong gol, ou os divin, mourut des suites d'un mariage interracial, les deux clans devinrent des familles aristocratiques qui dominèrent la péninsule après les conquêtes des dynasties rivales.
Après la chute de Silla, il a continué comme une grande maison noble de Goryeo. Durant la dynastie Goryeo, beaucoup de personnes ont réussi l'examen d'État de plus haut niveau, qui a été mis en place pour recruter des hauts fonctionnaires pendant la dynastie Goryeo et c'étaient des Park. Le premier général qui a vaincu les Mongols pendant l'histoire du monde était le général Park Seo, qui commanda la défense de la forteresse de Guju en 1231, qui a été un succès. Cela était contre les forces qui était dirigées par le général mongol Salitaai.
Pendant la dynastie Joseon, les Park ont continué à prospérer en tant que l'un des principaux foyers Yangban. Avec la réforme Gabo de 1894, lorsque le système des castes a été aboli, certains paysans ont adopté le nom de famille Park pour augmenter la population de la famille Park. Simultanément à l'abolition de l'examen du service national Gwageo, le système Yangban a également pris fin. Pendant la période d'occupation japonaise, trois des dix aristocrates coréens admis à la chambre des pairs japonaise appartenaient au clan Park.
Selon le Kojiki, Nihon Shoki et 播磨国風土記 (ja), est l'un des princes Park, enregistré sous divers noms comme Amenohiboko (天日槍) , Amenohihoko (天之日矛) , Hiboko (日桙) , Amenohibokonomikoto (天日槍命) , Amenohibokonomikoto (天日桙命) et Amanohiboko (海檜槍) a émigré au Japon en 27 av. J.-C. et le clan 糸井氏 (ja), le clan Miyake ,le clan 橘守氏 (ja), le clan 但馬氏 (ja), le clan 絲井氏 (ja) et le Tajimamori sont enregistrés comme descendants d'Amenohiboko.

## Personnages notables du passé
Ce qui suit est une liste de personnes notables du passé avec le nom de famille coréen Park / Bak. Les personnes doit être inscrite dans cette liste que si elles ont leurs propres pages sur Wikipédia ou si elles sont discutées dans des pages sur Wikipédia ou aussi sur des groupes ou des événements notables auxquels elles sont associées.

### Rois
Rois de Silla dans l'ordre de leur règne :
- Roi Hyeokgeose de Silla (57 av. J.-C. - 4 apr. J.-C.)
- Roi Namhae de Silla (4–24)
- Roi Yuri de Silla (24–57)
- Roi Pasa de Silla (80-112)
- Roi Jima de Silla (112-134)
- Roi Ilseong de Silla (134-154)
- Roi Adalla de Silla (154-184)
- Roi Sindeok de Silla (912–917)
- Roi Gyeongmyeong de Silla (917–924)
- Roi Gyeongae de Silla (924–927)

### Personnages historiques
- Bak An-sin (1369-1447), érudit officiel de la dynastie Joseon
- Bak Gyusu (1807–1877), érudit bureaucrate, enseignant, homme politique et diplomate de la dynastie Joseon
- Bak Jiwon (1737-1805), philosophe et romancier de la fin de la dynastie Joseon
- Bak Jungyang (1872-1959), coréen Joseon et bureaucrate coréen dirigé par le Japon, homme politique, libéral et militant social
- Bak Seo-saeng, ministre civil, diplomate et ambassadeur au début de la période de la dynastie Joseon
- Bak Yeon (1378-1458), fonctionnaire du gouvernement, érudit, astronome et musicien au début de la période Joseon
- Bak Yeong-gyu (?-970), général de Silla et l'un des seigneurs de guerre de la période des Trois Royaumes tardifs
- Pak Je-ga, érudit de Silhak à la fin de la dynastie Joseon
- Pak Paeng-nyeon (1417–1456), érudit-officiel de la dynastie Joseon, connu comme l'un des six lettrés martyrs
- Park Chung-hee (1917-1979), homme politique sud-coréen et général de l'armée qui a été président de la Corée du Sud de 1961 jusqu'à son assassinat en 1979
- Park Do-yu (?-670), général et aristocrate sous le règne du roi Munmu de Silla
- Park Jeong-yang (1842–1905), fonctionnaire, diplomate, premier ministre et premier ambassadeur aux États-Unis à la fin de la dynastie Joseon
- Park Joong-seon (1435–1481), officier militaire au milieu de la dynastie Joseon
- Park Mun-su (1691-1756), fonctionnaire du gouvernement à l'époque du roi Yeongjo sous la dynastie Joseon
- Park Qin (1560–1597), officier militaire et soldat au milieu de la dynastie Joseon
- Park Seo, officier militaire de la fin de la dynastie Goryeo
- Park Seo-yang (1885-1940), chirurgien, médecin, chimiste et militant indépendantiste coréen
- Park Si-hyung (1910-2001), historien nord-coréen
- Park Soon (?-1402), général militaire et homme politique de la fin de la dynastie Goryeo et du début de la dynastie Joseon
- Park Tae-joon (1927–2011), magnat des affaires sud-coréen, héros de guerre, dirigeant politique et philanthrope
- Park Un-chang (?-929?), 5e fils du roi Gyeongmyeong, 54e monarque de Silla pendant la période des Trois Royaumes tardifs et premier roi de Husabeol
- Park Yeon (né Jan Jansz Weltevree) (1595– ? ), marin néerlandais et fonctionnaire du gouvernement pendant la dynastie Joseon
- Park Yeong-in (également connu sous le nom de Masami Kuni) (1908-2007), danseur coréen-américain qui a agi en tant qu'agent de renseignement pour le Japon alors qu'il se produisait dans l'Allemagne nazie

## Personnages notables contemporains

### Acteurs
- Park Bo-gum
- Park Jin-young
- Park Geun-hyung
- Park In-hwan
- Park Hae-il
- Park Hae-jin
- Park Randall
- Park Yong-ha
- Park Yu-hwan
- Park Seo-joon
- Park Shin-yang
- Park Sang-min
- Park Hyung-sik

### Actrices
- Park Won-sook
- Park Min-young
- Park Han-byul
- Park Hee-jung
- Park Hwan-hee
- Park Eun-hye
- Park Si-yeon
- Grace Park
- Parj Hettienne
- Soo Ae
- Park Shin-hye
- Park Linda
- Park Bo-young
- Park Eun-bin
- Park Jung-ah
- Park Min-ha
- Park Si-eun (1980)
- Park Sol-mi
- Park Yoo-chun
- Park Sydney
- Park Hye-su
- Park Yoo-na

### Athlètes
- Park Dong-keun, grand maître du taekwondo
- Inbee Park (né en 1988), golfeuse sud-coréenne
- Park Byung-geon (né en 1982), footballeur
- Angela Park (née en 1988), golfeuse américano-brésilienne d'origine coréenne
- Hoy Park (né en 1996), joueur de baseball sud-coréen
- Jane Park (née en 1986), golfeuse américaine d'origine coréenne
- Park Hang-seo (né en 1957), entraîneur de football sud-coréen de l'équipe nationale de football du Vietnam
- Park Ji-sung (né en 1981), footballeur sud-coréen
- Park Joo-young (né en 1985), footballeur sud-coréen
- Park Chan-ho (né en 1973), joueur de baseball sud-coréen
- Park Hyung-guen (né en 1985), footballeur
- Park Jong-il (né en 1972), skieur-alpiniste sud-coréen
- Park Jong-soo (né en 1941), maître de taekwondo
- Pak Se-ri (né en 1977), golfeur sud-coréen
- Park Tae-hwan (né en 1989), nageur sud-coréen
- Park Joo bong (né en 1964), joueur de badminton sud-coréen
- Piao Cheng (né en 1989), footballeur coréen-chinois
- Park Sang-young (né en 1995), escrimeur à l'épée sud-coréen
- Park Seung-hi (né en 1992), patineur de vitesse sur piste courte sud-coréen
- Park Sung-hyun (golf) (né en 1993), golfeur sud-coréen
- Park Sung-hoon (né en 2002), ancien patineur artistique sud-coréen, membre du boys band sud-coréen Enhypen
- Park Joo-ho (né en 1987), footballeur sud-coréen de l'équipe de Suwon FC

### Comédiens
- Park Kyung-lim
- Park Romi

### Directeurs
- Annabel Park, documentariste et militante américaine
- Park Chan-wook, réalisateur sud-coréen
- Park Nam-ok, première réalisatrice coréenne
- Sunghoo Park, réalisateur d'anime d'origine sud-coréenne

### Personnages littéraires
- Park Chong-hwa, romancier coréen
- Park Hyoung-su, romancier coréen
- Park In-hwan, auteur coréen
- Park Jaesam, poète coréen
- Park Nam-su, poète coréen
- Park Taesun, romancier coréen
- Park Taewon, romancier coréen
- Park Wan-suh, romancier coréen
- Park Yeonghan, auteur coréen
- Park Yong-rae, auteur coréen
- Park Ynhui, poète et écrivain coréen

### Politiciens
- Park Chung-hee (1917-1979), ancien président de la Corée du Sud
- Park Geun-hye (née en 1952), ancienne présidente de la Corée du Sud, fille de Park Chung-hee
- Park Ji-won (né en 1942), homme politique sud-coréen
- Jihyun Park (né en 1968), réfugié nord-coréen et homme politique et écrivain britannique
- Pak Sung-chul (1913–2008), homme politique nord-coréen
- Park Won-soon (1956-2020), homme politique sud-coréen, philanthrope, militant et avocat

### Chanteurs
- Park Bom, ancienne membre du girl group sud-coréen 2NE1
- Park Bo-ram, chanteuse sud-coréenne
- Brandon Paak Anderson, également connu sous le nom d'Anderson. Paak, rappeur et musicien américain
- Park Chanyeol, membre du boys band sud-coréen-chinois Exo
- Park Choong-jae (nom de scène Jun Jin), membre du boys band sud-coréen Shinhwa
- Park Cho-a, ancienne membre du girl group sud-coréen AOA
- Park Cho-rong, membre du girl group sud-coréen Apink
- Park Eun-hye (nom de scène Ivy), chanteuse sud-coréenne
- Park Gyu-ri, ancienne membre du girl group sud-coréen Kara
- Park Hyo-jin (nom de scène Narsha), membre du girl group sud-coréen Brown Eyed Girls
- Park Hyo-shin, chanteur sud-coréen
- Park Hyung-sik, acteur, chanteur et membre du groupe de garçons sud-coréen ZE:A
- Park Jae-bum (nom de scène Jay Park), chanteur, rappeur et danseur coréen-américain ; ancien membre du boys band sud-coréen 2PM
- Park Jae-chan, membre du groupe de garçons sud-coréen DKZ
- Park Jae-hyung (nom de scène Jae), chanteur coréen-américain et guitariste principal du groupe de rock sud-coréen Day6
- Park Jae-sang (nom de scène Psy), chanteur et rappeur sud-coréen
- Park Ji-hoon, membre du bys band sud-coréen Wanna One et soliste
- Park Ji-hoon (nom de scène Jihoon), leader et membre du boys band sud-coréen Treasure
- Park Ji-min, membre du duo de chanteurs sud-coréen 15&, également connu sous le nom de Jamie Park
- Park Jimin (nom de scène Jimin), membre du boys group sud-coréen BTS
- Park Jin-woo (nom de scène Jinjin), membre et leader du boys band sud-coréen Astro
- Park Jin-young (nom de scène Jinyoung ; anciennement Jr.), membre du boys band sud-coréen Got7 et de son sous-groupe JJ Project
- Park Jin-young (noms de scène J.Y. Park, The Asiansoul et JYP), auteur-compositeur-interprète sud-coréen ; fondateur et PDG de JYP Entertainment
- Park Ji-hyo, membre et leader du girl band sud-coréen Twice
- Park Ji-yeon, membre du girl group sud-coréen T-ara
- Park Ji-yeon (nom de scène Gummy), chanteuse sud-coréenne
- Park Ji-yoon, chanteuse sud-coréenne
- Park Ji-young (nom de scène Kahi), ancienne membre du girl group sud-coréen After School
- Park Joon-hyung, membre du boys band sud-coréen G.o.d
- Park Jun-young, rappeur sud-coréen, membre du groupe de hip hop sud-coréen MFBTY
- Park Jung-ah, ancienne membre du girl group sud-coréen Jewelry
- Park Jeong-hwa, membre du girl group sud-coréen EXID
- Lena Park (née Park Junghyun), chanteuse américano-coréenne
- Park Jung-Min, membre du boys band sud-coréen SS501
- Park Jeong-su (nom de scène Leeteuk), membre du boys band sud-coréen Super Junior
- Park Kyung, membre du boys band hip-hop sud-coréen Block B
- Park Min-hyuk (nom de scène Rocky), membre du boys band sud-coréen Astro
- Park Myung-soo, chanteur et comédien sud-coréen
- Roseanne Park (nom de scène Rosé ; nom coréen Park Chae-young), membre du girl group sud-coréen Blackpink
- Sandara Park (nom de scène Dara), chanteuse devenue célèbre en Corée du Sud et aux Philippines ; ancien membre du groupe de filles sud-coréen 2NE1
- Park Sang-hyun (nom de scène Thunder), chanteur, rappeur, ancien membre du boys band sud-coréen MBLAQ
- Park Si-eun, actrice, chanteuse et membre de STAYC
- Park Yu-hyang (nom de scène Shion), chanteur de R&B japonais coréen
- Park Sojin, membre du girl group sud-coréen Girl's Day
- Park Soo-young (nom de scène : Park Soo-ah ; ancien nom de scène : Lizzy), ancienne membre du girl group sud-coréen After School
- Park Soo-young (nom de scène Joy), membre du girl group sud-coréen Red Velvet
- Park Subin, membre du girl group sud-coréen Dal Shabet
- Sun Park, artiste australo-coréen et ancien membre du groupe musical australien Hi-5
- Park Sun-young (nom de scène Luna), membre du groupe féminin sud-coréen f(x)
- Teddy Park, membre du groupe de hip-hop sud-coréen 1TYM
- Park Woo-jin, ancien membre du boys band sud-coréen Wanna One et membre d'AB6IX
- Park Ye-eun, ancienne membre du girl group sud-coréen Wonder Girls
- Park Yoo-chun, ancien membre du boys band sud-coréen TVXQ, membre du groupe de garçons sud-coréen JYJ
- Park Sung-hoon, membre du boys band sud-coréen Enhypen

### Soldats
- Général Park Jong-heon (chef d'état-major, armée de l'air de la République de Corée, 2010-2012)

### Autre
- Park Hye-min (né en 1990), vloggeuse beauté et maquilleuse sud-coréenne
- Park Jeong-hwan (né en 1993), joueur de go professionnel sud-coréen
- Park Kun-bae (né en 1948)
- Sae-eun Park (née en 1989), danseuse de ballet sud-coréenne
- Park Young-sook (né en 1955), futuriste ; Fondateur de la Korea Foster Care Association
- Piao Wenyao (né en 1988), joueur de Go professionnel chinois
- Suji Park (né en 1985), sculpteur et artiste céramiste coréen-néo-zélandais

### Personnages de fiction
- Adam Park, un personnage de Power Rangers : Mighty Morphin
- Park, un personnage de Hé Arnold !
- Linda Park, un personnage de la série de bandes dessinées The Flash de DC Comics
- Sun Park, un personnage d'American Dragon : Jake Long
- Park Sheridan, un personnage du roman Eleanor et Park de Rainbow Rowell
- Glory Park, un personnage du roman Every Anxious Wave de Mo Daviau
- Soojin Park, un personnage du roman Amina's Voice de Hena Khan
- Chloe Park, un personnage de Ours pour un et un pour t'ours
- Jake Park, l'un des survivants du jeu vidéo d'action-horreur Dead by Daylight
- Willow Park, un personnage de Luz à Osville